# Беневшеляр
Беневшеля́р (азерб. Bənövşələr) — посёлок в Агдамском районе Азербайджана.

## Этимология
Название происходит от слова «беневша» (фиалка, сиреневый).

## История
Первые упоминания села датированы началом XX века.
В 1926 году согласно административно-территориальному делению Азербайджанской ССР село относилось к дайре Хиндристан Агдамского уезда.
После реформы административного деления и упразднения уездов в 1929 году был образован Карвендский сельсовет в Агдамском районе Азербайджанской ССР.
Согласно административному делению 1961 года село Беневшаляр входило в Карвендский сельсовет Агдамского района Азербайджанской ССР.
В конце 60-х село исчезло со всех карт и больше не числилось как населенный пункт, в административном делении 1977 года село не числится.
1 марта 2006 года президент Азербайджана торжественно открыл новый посёлок Беневшаляр, построенный на месте бывшего села. Посёлок предназначен для проживания беженцев из Нагорного Карабаха и Армении.

## География
Неподалёку от села протекает река Хачынчай.
Село находится в 24 км от райцентра Агдам, в 9 км от временного райцентра Кузанлы и в 331 км от Баку.
Высота села над уровнем моря — 252 м.

## Население
| Численность населения |
| 2009                  |
| --------------------- |
| 0                     |

Официально прописанного населения не имеет.

## Климат
В селе холодный семиаридный климат.

## Инфраструктура
В селе расположены почтовое агентство и 2 средних школы.